# Vulgaat

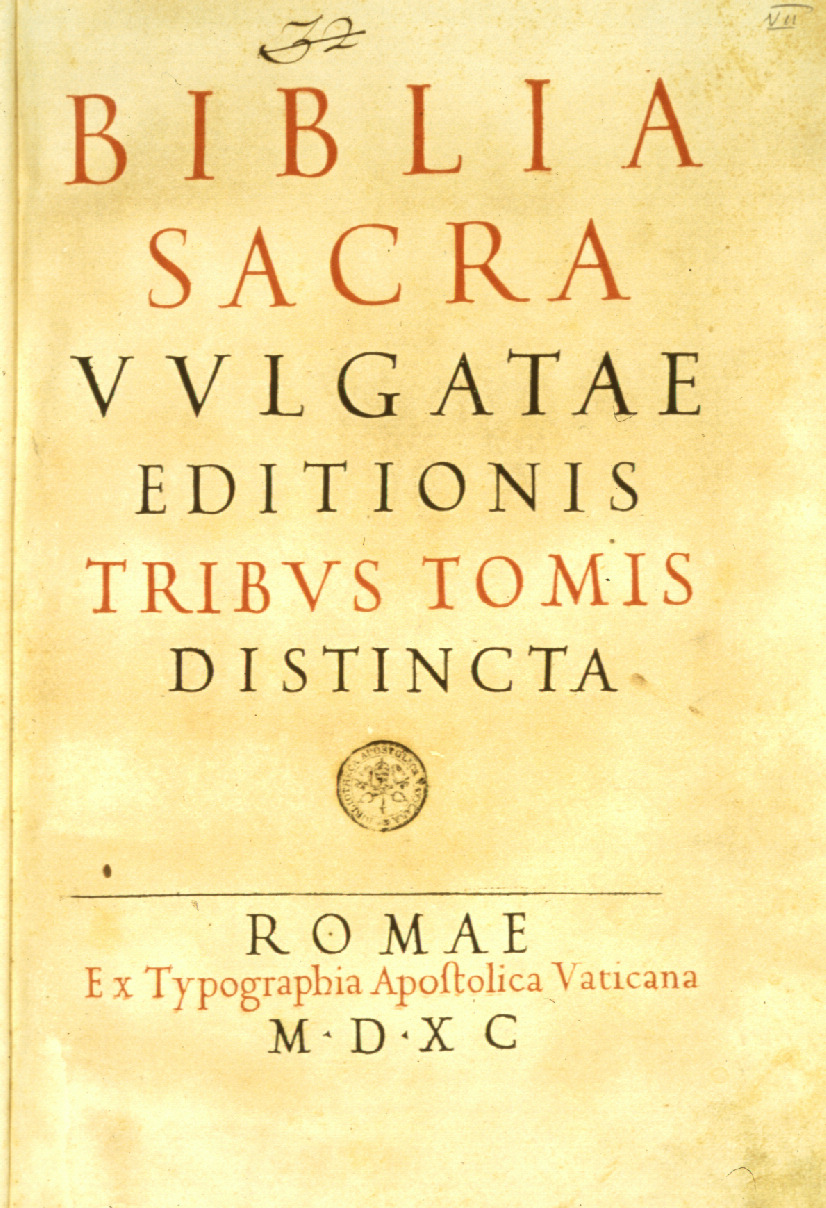
Vulgata Sixtina (1590)

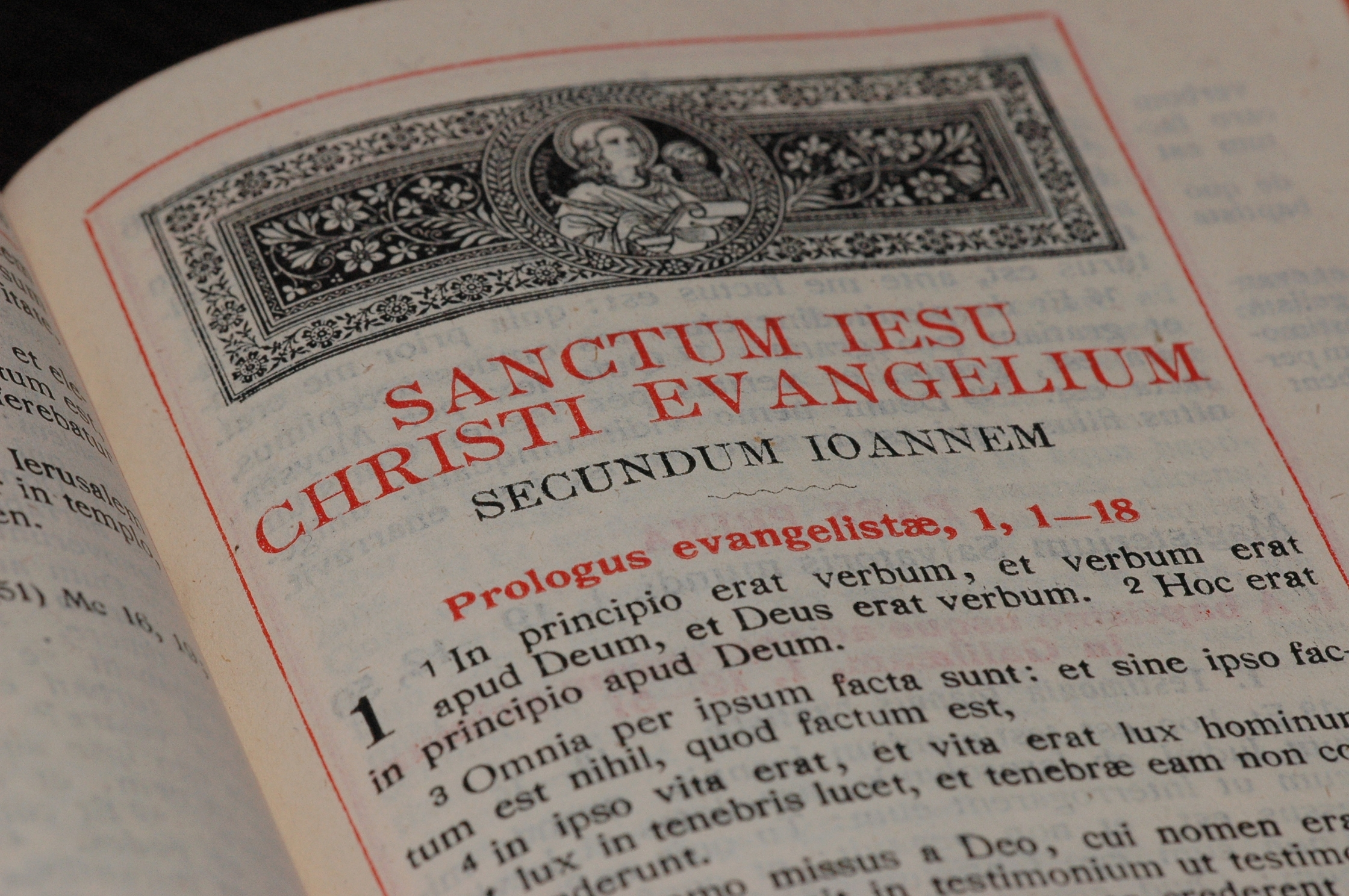
Proloog van het Evangelie volgens Johannes, Clementina Vulgats, editie 1922

De Vulgaat (Editio Vulgata) is een belangrijke Bijbelvertaling in het Latijn, die tussen 390 en 405 n.Chr. door Hiëronymus in opdracht van paus Damasus werd gemaakt. De Vulgaat dankt zijn naam aan de uitdrukking versio vulgata, "volkse versie", in Vulgair Latijn, alledaags Latijn (sermo humilis). De Vulgaat is dus vertaald in een ander Latijn dan de elegante variant waarin bijvoorbeeld Cicero schreef, het literaire Latijn waar Hiëronymus een meester in was. Dat was bewust. De Vulgaat werd gemaakt om een meer accurate en beter te begrijpen editie te krijgen dan zijn voorgangers, de Oud Latijnse vertalingen of Vetus Latina. Het was de eerste en eeuwenlang de enige christelijke Bijbelvertaling die het Oude Testament uit het oorspronkelijke Hebreeuws vertaalde in plaats van uit de Griekse Septuagint.
Het Vaticaan aanvaardde vanaf 1546 bij het Concilie van Trente deze editie als enige gezaghebbende, met als gevolg dat katholieke vertalingen van de Bijbel gebaseerd op het Oudgrieks en het Hebreeuws, op de oorspronkelijke talen en op modern inzicht in het vertalen tot na de encycliek Divino Afflante Spiritu (1943) moesten wachten.

## Verschillende edities
Hiëronymus was voor ten minste drie verschillende edities van de Vulgaat verantwoordelijk. De Romana Vulgata was de eerste, maar werd al snel vervangen door latere edities behalve in Groot-Brittannië, waar de eerste in gebruik bleef tot de Normandische verovering door Willem de Veroveraar in 1066. De volgende was de Gallicana Vulgata, die Hiëronymus een paar jaar later maakte. Deze bevatte kleine verbeteringen, vooral in het Oude Testament. Dit werd na een paar decennia al de standaardbijbel van de Rooms-Katholieke Kerk. De Hispana Vulgata is grotendeels identiek aan de Romana Vulgata, behalve het boek der Psalmen dat Hiëronymus voor deze editie opnieuw vertaalde uit het Hebreeuws. In de andere vulgata waren de Psalmen grotendeels uit het Grieks vertaald, maar gecontroleerd aan de hand van de Hebreeuwse en Aramese bronnen. Dit werd gedaan omdat de Psalmen in bestaande vorm algemeen bekend waren onder de gelovigen en een complete nieuwe vertaling als een te radicale wijziging werd aangevoeld.

## Relatie met de Oude Latijnse Bijbel
De Latijnse Bijbel die in gebruik was voor de Vulgaat, wordt gewoonlijk aangeduid als de Vetus Latina of Oude Latijnse Bijbel en in een enkel geval de Oude Latijnse Vulgaat.
Deze uitgave werd niet door één persoon of instituut vertaald en zelfs niet op uniforme wijze geredigeerd. De individuele boeken varieerden in kwaliteit van vertaling en stijl. Moderne wetenschappers noemen de Oude Latijnse Bijbel vaak translationes, 'Vertaalden' in plaats van Standaard Latijn. Het Oude Testament werd hoogstwaarschijnlijk uit de Griekse Septuagint vertaald, dus niet uit het Hebreeuws.
Hiëronymus schreef mogelijk geen complete vertaling uit het Grieks en Hebreeuws, maar hoeveel hij corrigeerde in andere oude Latijnse vertalingen is onduidelijk. Zeker is dat hij het Oude Testament uit het Hebreeuws en de Psalmen uit het Grieks vertaalde, behalve in de Hispana Vulgata, waar hij ook de Psalmen uit het Hebreeuws vertaalde. In eerste instantie wilde Hiëronymus de deuterocanonieke boeken niet opnemen. Maar Augustinus van Hippo voerde argumenten voor opname aan en paus Damasus stond erop, zodat ook deze boeken werden opgenomen. Het Oude Testament in de Vulgaat was daarmee grotendeels hetzelfde als de Septuagint, de vertaling die in die tijd het meest door de Grieks sprekende christenen werd gebruikt. Omdat Hiëronymus de deuterocanonieke boeken in de canon van minder belang vond dan de Hebreeuwse canon, nam hij het merendeel, behalve Tobith en delen van Judith, onveranderd en onvertaald uit de Oude Latijnse Bijbel over. Na de dood van Hiëronymus kwamen deze minder gepolijste Oud Latijnse delen in de officieel goedgekeurde Vulgaat terug, waarin de stijl duidelijk is te onderscheiden van het werk van Hiëronymus.
De Oude Latijnse editie bleef in gebruik in sommige kringen, zelfs toen na Hiëronymus' dood zijn Vulgaat door de westerse kerk als standaard werd geaccepteerd. Sommige Kelten prefereerden nog eeuwenlang de oude editie. Daarnaast wordt beweerd dat afgescheiden groepen zoals de waldenzen en albigenzen, de Oude Latijnse editie prefereerden, omdat de Vulgaat hun aan de Rooms-Katholieke Kerk deed denken, hun grootste vervolger.

## Tekstgeschiedenis

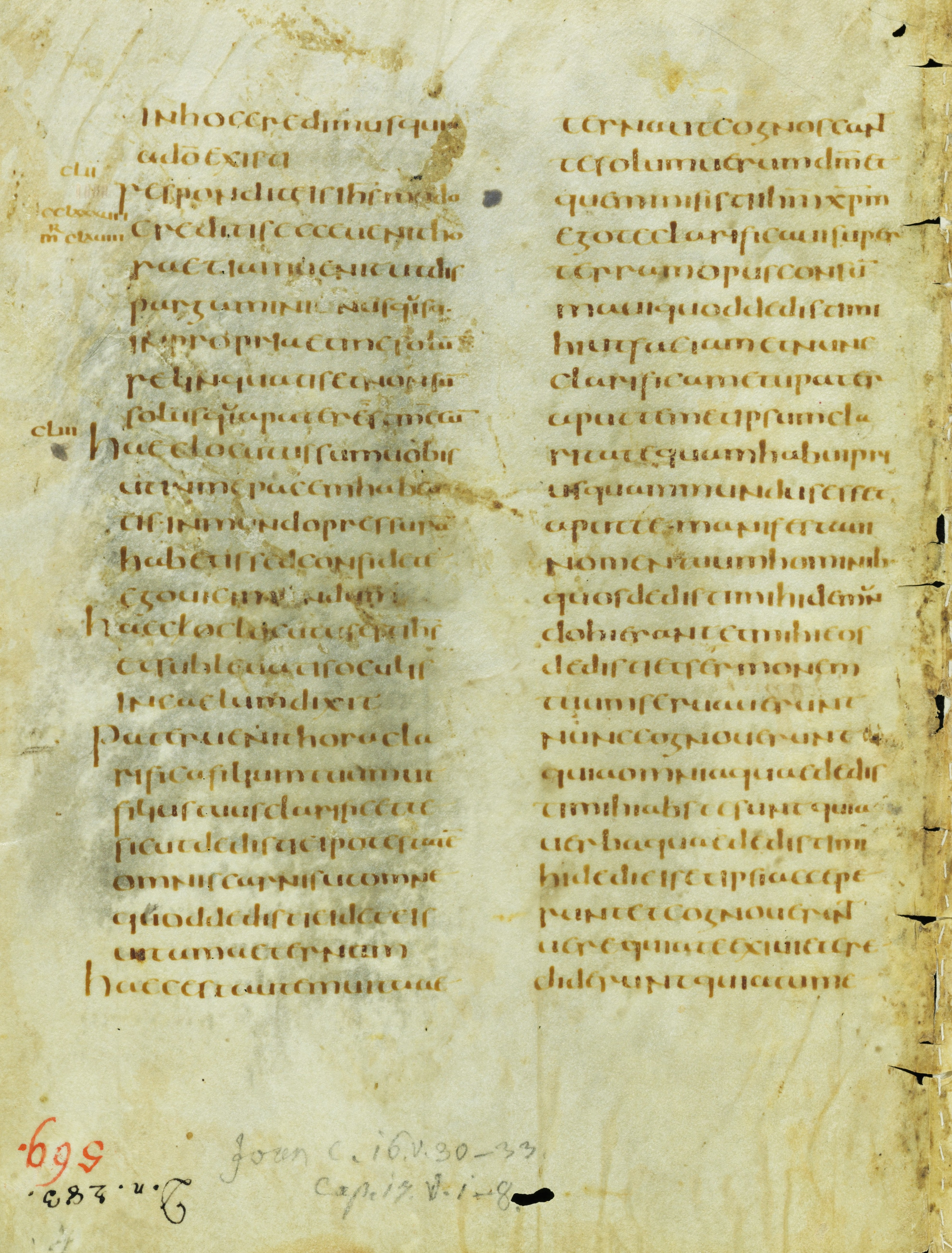
Codex Skt Gallens 1395

Door de Middeleeuwen heen vertoonde de originele goedgekeurde Vulgaat van Hiëronymus afwijkingen. Dat kwam door de fouten, die bij het ontelbare keren overschrijven van de tekst werden gemaakt, in kloosters verspreid over heel Europa. Geen enkele kopie was hetzelfde omdat schrijvers toevoegden, verwijderden, verkeerd spelden of foutief verzen 'corrigeerden' naar de Oude Latijnse bijbel. Na Hiëronymus' dood twijfelde de Kerk erover voor de Vulgaat, die grammaticaal beter was, of voor de al honderden jaren vertrouwde Vetus Latina te kiezen. Het werd de Vulgaat, in de tijd van paus Gregorius I in ca. 590.
De vertalingen worden in deze periode in Spaanse en Ierse onderscheiden.
- De oudste Spaanse Bijbel wordt in Lyon bewaard. Uit de 7e, 8e eeuw dateert de Pentateuch van St Gatien van Tours. De illustraties van de Codex Toletanus tonen Arabische invloed. De oudere handschriften zijn in West-Gotisch schrift. Van de Codex Toletanus stammen twee tekstfamilies af. De "Spaanse" editie van de Latijnse tekst is te herkennen aan de volgorde[4] en aan de invloed van Cassiodorus, die een recensie maakte.
- De Ierse bijbels zijn van na de achtste eeuw. Ze zijn meestal prachtig geïllustreerd. De meeste bevatten alleen de Evangeliën. De bekendste is de Codex Usserianus. In het Liber Armachianus bevinden zich twee lezingen, waarvan de oudste door de Spaanse tekstfamilie is beïnvloed. In Groot-Brittannië is er kennelijk concurrentie geweest tussen de Spaanse en de Ierse tekst, die naar Augustinus en Gregorius werden genoemd.
- Vanuit Ierland werd via Tours bij Bretagne de Ierse editie over het vasteland van Europa verspreid. Tot in Italië met de Codex Bobbiensis is er Ierse invloed terug te vinden.
- De oude Franse tekst van de Vulgaat is door de Spaanse vertaling beïnvloed, twee exemplaren ervan liggen in Lyon en Vienne. Van de andere vertaling zijn er in de Kathedraal van Chartres en in de Notre-Dame van Parijs. Deze Ierse vertaling is tussen 787 en 800 door Alcuinus op last van Karel de Grote herzien, volgens anderen door Paulus Diaconus. Deze correctie werd de basis voor de Parijse editie die door de clerus in het noordwestelijk deel van Europa werd verspreid. De bijbels van Tours zijn in twee groepen in te delen. Net als de Codex Fallicellianus, een van hen, kennen ze zowel Spaanse als Ierse invloed. Theodulf, een Visigoot, werkte tussen 795 en 818 aan de Spaanse tekst. Deze editie is bekend van de Codex Mesmianus.
- In de twaalfde eeuw ging Abt Stefanus II van Citreuse ertoe over de handschriften te corrigeren naar de oorspronkelijke tekst. Zo ontstonden Correctoria, het oudste is de Parisius. Verschillende abdijen en theologische centra kregen zo elk hun eigen correctorium.[5]

Door de komst van de boekdrukkunst werd het aantal fouten geminimaliseerd en steeg de consistentie en uniformiteit van de tekst. Toch was de Vulgaat zoals gedrukt door Gutenberg niet helemaal zonder fouten, zodat de verscheidene edities van het eerste gedrukte werk van elkaar verschilden.

## Trente en de Vulgata Clementina
De Kerkhervormers propageerden het lezen van bijbels in de volkstaal en bevorderden het vertalen van de Bijbel uit het Hebreeuws en het Grieks.
Het Concilie van Trente (1545-1563) bevestigde in 1546 nog eens dat voor de katholieke kerk de Vulgaat de Bijbel was. De Griekse tekst was door de ketterse Byzantijnen en de Hebreeuwse door de ongelovige Joden overgeleverd. Drukkers en geleerden trachtten vervolgens tot een accurate uitgave te komen, hetzij door de oudste handschriften Vulgaat te raadplegen, hetzij door de bestaande tekst aan de hand van het Hebreeuws en het Grieks te corrigeren.
Paus Sixtus V (1585-1590) gaf in 1590 een officiële editie uit, die niet mocht worden veranderd. Deze werd twee jaar later door zijn opvolger paus Clemens VIII (1592-1605) herzien. Zijn editie werd de standaardtekst en wordt de Vulgata Clementina genoemd. Deze editie van de Vulgaat is voor katholieken de meest bekende.

## De Nova Vulgata
Er is nog een andere editie van de Vulgaat, de Nova Vulgata, eveneens een officiële Latijnse editie, die door de Rooms-Katholieke Kerk is gepubliceerd en goedgekeurd. Het Benedictijner klooster in Rome kreeg in 1907 van paus Pius X daarvoor de opdracht, maar vele decennia gingen voorbij voordat hij compleet was. Het belangrijkste verschil tussen de Nova Vulgata en de Clementina Vulgata is dat er rekening is gehouden met modern inzicht in het vertalen en de wijzigingen bevat naar voorbeeld van de United Bible Society. Daarnaast zijn er een aantal wijzigingen gedaan waar men vond dat Hiëronymus de bedoeling van de originele tekst niet (voldoende) had begrepen. De Nova Vulgata bevat niet alle boeken, die er in sommige edities van de Vulgaat wel zijn, die door de Rooms-Katholieke Kerk als apocrief worden beschouwd, bijvoorbeeld het 3e en 4e Boek van Ezra. De spelling reflecteert ook een meer klassieke lijn dan de Renaissancespelling van de editio Clementina. De Nova Vulgata werd niet op grote schaal omhelsd door conservatieve katholieken omdat hij onbekend klinkt in vergelijking tot de Clementina, een meer voorkomend verschijnsel bij Bijbelvertalingen als deze een oude, meer bekende editie, probeert te vervangen.

## De Stuttgarter Vulgata

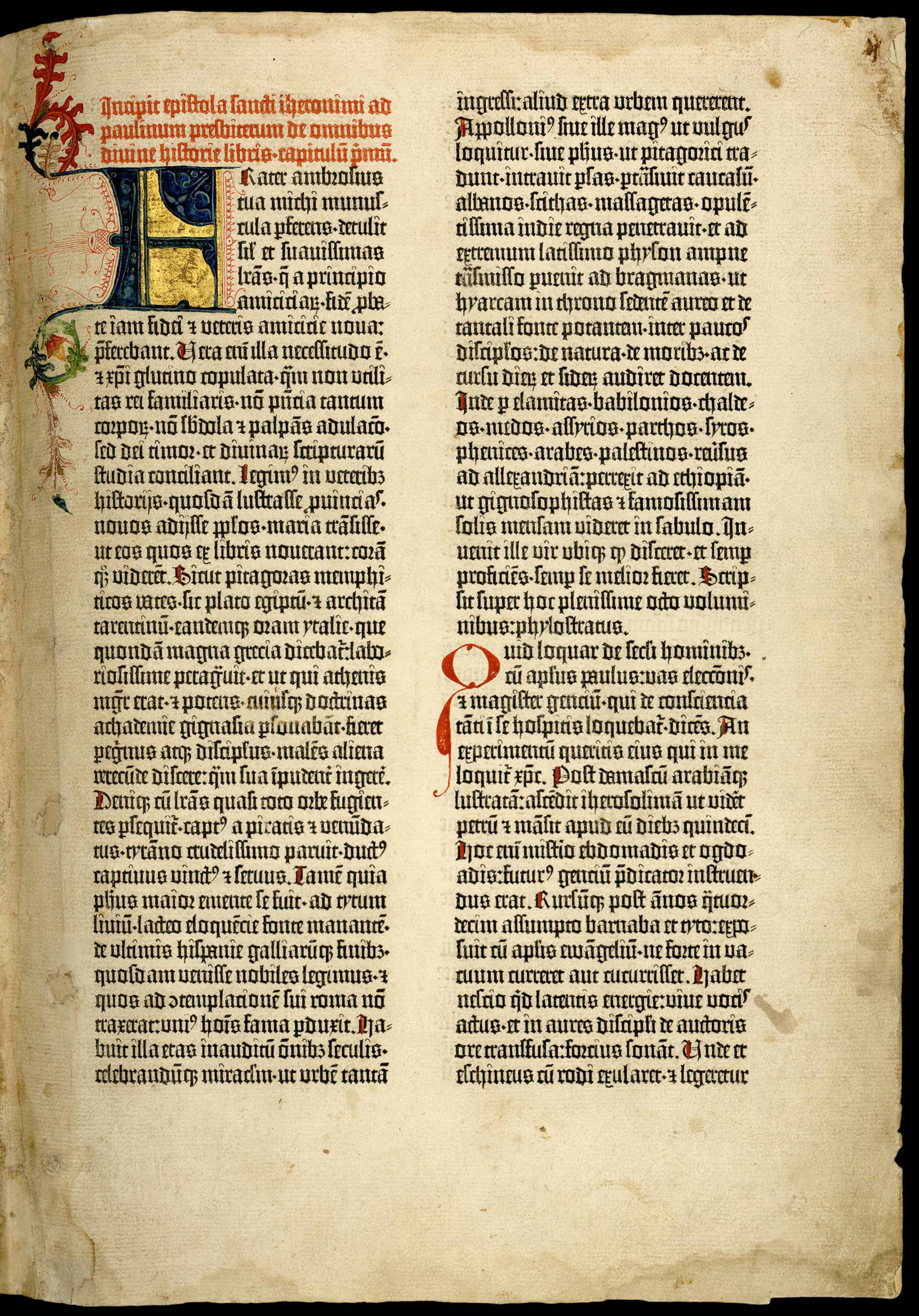
Inleiding door Hiëronymus bij het Oude Testament, Gutenberg-bijbel, ong. 1454/55.

Als laatste moet de editie van de Vulgaat gepubliceerd door het Duitse Bijbelgenootschap, het Deutsche Bibelgesellschaft in Stuttgart worden genoemd. In deze editie, Biblia Sacra Vulgata wordt geprobeerd de originele, oorspronkelijke Vulgaat, zoals die door Hiëronymus zelf 1600 jaar geleden was geschreven, te reproduceren.
De Stuttgarter Vulgata is een wetenschappelijk werk voorzien van tekstvarianten uit diverse manuscripten en gedrukte edities van de Vulgaat. Een vergelijking van de verschillende formuleringen zijn als voetnoten opgenomen. Er wordt geprobeerd door kritische vergelijking van belangrijke, historische edities van de Vulgaat, de originele tekst te bereiken, ontdaan van de fouten van anderhalf millennium. De belangrijkste bron voor de Stuttgart Vulgata is de Codex Amiatinus, de 8e-eeuwse editie in een handschrift in één deel van de complete Bijbel in Engeland in het Latijn geschreven, die als de beste antieke weergave van Hiëronymus' oorspronkelijke tekst wordt beschouwd. Een belangrijk extra in de Stuttgarter Vulgata voor degenen die de Vulgaat bestuderen, is de opname van alle prologen van Hiëronymus op de Bijbel, het Oude en het Nieuwe Testament en de belangrijke boeken en onderdelen van de Bijbel. Deze werden op dezelfde wijze als in de antieke edities van de Vulgaat opgenomen, waarin altijd Hiëronymus' prologen stonden, die net zo werden gewaardeerd als een deel van de Bijbel, als de heilige tekst zelf.
De Stuttgarter Vulgata bevat ook een meer antieke Latijnse spelling dan de Clementina Vulgata, door 'oe' in plaats van 'ae', en meer correcte namen beginnend met 'H', bijvoorbeeld 'Helimelech' in plaats van 'Elimelech', te schrijven. Hoewel dichter bij de Clementina Vulgata dan de Nova Vulgata, verschilt de Stuttgarter Vulgata wel zoveel van de Clementijnse tekst dat het onbekend klinkt voor katholieken, die aan de Clementina zijn gewend. Daarbij komt dat de kale tekst zonder interpunctie soms moeilijk leesbaar is, speciaal de verzen met meer vertalingsmogelijkheden. Desondanks ligt het belang van deze editie in het feit dat het op het internet een van de meest verspreide is, meestal met Hiëronymus' derde editie van de Psalmen rechtstreeks uit het Hebreeuws vertaald en vaak met alleen de eerste drie hoofdstukken van Daniel.

## Problemen bij het vertalen
Hiëronymus had een Grieks model voor zowel het Oude als het Nieuwe Testament: het Nieuwe Testament was in het Oudgrieks geschreven. Het Oude Testament, van origine in het Hebreeuws en Aramees geschreven, werd door christenen gebruikt, in een Griekse vertaling: de Septuagint. Deze vertaling werd gedurende de drie eeuwen voor Christus door Joden gemaakt. Het linguïstische verschil tussen Hebreeuws en Latijn is groot, terwijl het linguïstische verschil tussen Latijn en Grieks klein is. De Vulgata van het Nieuwe Testament in het bijzonder volgt soms het Griekse model woord voor woord. Latijn en Grieks zijn beide goed vervoegbare talen met een flexibele woordvolgorde, maar de poging om de grotere voorraad Griekse bijwoorden te gebruiken resulteerde soms in 'steenkolen' Latijn dat in de Engelse King James Bible bewaard is gebleven. We kunnen dit bijvoorbeeld zien in Lukas 2:15:
Oudgrieks: Και εγενετο ως απηλθον απ' αυτων εις τον ουρανον οι αγγελοι και οι ανθρωποι οι ποιμενες ειπον προς αλληλους: Διελυωμεν δη εως Βηθλεεμ και ιδωμεν το ρημα τουτο το γεγονος ο ο κυριος εγνωρισεν ημιν.
vertaling: And it-happened that they-withdrew from them into the heaven the angels and the men the shepherds said to each-other: let-us-go-over then to Bethlehem and see the thing that [demonstrative pronoun] the happened which the Lord has-declared to-us.
Latijn: Et factum est ut discesserunt ab eis angeli in caelum, pastores loquebantur ad invicem: transeamus usque Bethleem et videamus hoc verbum, quod factum est, quod fecit Dominus et ostendit nobis.
vertaling: And it-happened has as they-withdrew from them angels into heaven, shepherds said to each-other: let-us-go-over to Bethlehem and let-us-see this thing which happened has which has-done Lord and has-declared to-us.
Engels: And it came to pass, as the angels were gone away from them into heaven, the shepherds said one to another, Let us now go even unto Bethlehem, and see this thing which is come to pass, which the Lord hath made known unto us.

## Invloed op de westerse cultuur
De Vulgata nam in de middeleeuwen in de cultuur, de kunst en het alledaagse leven een belangrijke plaats in. Nog tot in de middeleeuwen en tijdens de renaissance en reformatie was Hiëronymus' vertaling een blijvende herinnering aan het Romeinse Rijk. Het was een steunpilaar voor de kerk in haar streven naar een verenigd Europa door het katholieke geloof. Als de editie van de Bijbel bekend bij en gelezen door gelovigen over een periode van meer dan duizend jaar (400 - 1530) had de Vulgata een sterke invloed, in het bijzonder in kunst en muziek omdat deze diende als inspiratiebron voor talloze schilderijen en liederen. Eerdere pogingen om naar volkstalen te vertalen werden gedaan op basis van de Vulgata omdat deze als onfeilbaar en Goddelijk geïnspireerde tekst werd beschouwd. Zelfs de vertalingen gemaakt door de protestanten bedoeld om de Vulgata te vervangen door vertalingen in de volkstaal, vertaald uit de oorspronkelijke talen, konden niet de enorme invloed van Hiëronymus' vertaling in zijn gecultiveerde stijl en vloeiende proza vermijden.

## Wetenswaardig
Bekend is het vertaalprobleem in Exodus 34:29-30,35, waar Hiëronymus het Hebreeuwse woord קָרַ֛ן (qāran) uit de Masoretische Tekst weergaf als 'gehoornd' terwijl het ook 'stralend' of 'glanzend' kan betekenen, zoals hij kon lezen in de Septuagint. In de Vulgaat komt Mozes hierdoor de berg af met gehoornd gelaat (facies cornuta). Hiëronymus schijnt hier bewust de term 'gehoornd' te hebben verkozen omdat hij die opvatte als een metafoor voor 'verheerlijkt' (zie zijn commentaar op Ezechiël). In de middeleeuwen leefde het besef van de complexe achtergrond voort, al doken na het millennium kunstwerken op waarin Mozes met horens is afgebeeld. Het bekendste is ongetwijfeld de Mozes van Michelangelo (ca. 1515).